# PowerBook G3 (clavier Bronze)
Le PowerBook G3 Bronze, ou Lombard, remplaçait les PowerBook Série G3, ou WallStreet. Ils étaient bien plus puissants mais aussi plus fins et légers que leurs prédécesseurs : seulement 2,7 kg sur la balance pour une épaisseur de 4,3 cm (contre 3,5 kg et 5,3 cm pour les PowerBook Série G3). Ces modèles comportaient les ports USB, qui remplaçaient les vieux ports ADB. Le modèle haut-de-gamme était équipé d'un lecteur DVD-ROM. Deux modèles étaient disponibles : 333 et 400 MHz. Le modèle à 400 MHz était presque aussi rapide que le plus puissant des Power Mac de l'époque, le Power Mac G3 Bleu et Blanc à 400 MHz.

## Caractéristiques
- processeur : PowerPC 750 cadencé à 333 ou 400 MHz
- adressage 32 bit
- bus système 64 bit à 66 MHz
- mémoire cache de niveau 1 : 64 Kio
- mémoire cache de niveau 2 : 512 Kio (modèle 333 MHz) ou 1 Mio (modèle 400 MHz), cadencée respectivement à 133 et 160 MHz
- mémoire morte : 1 Mio pour le démarrage, les autres instructions sont chargées en mémoire vive
- mémoire vive : 64 Mio, extensible à 384 Mio
- carte vidéo ATI Rage LT Pro (AGP 2x) avec 8 Mio de mémoire vidéo
- écran LCD 14,1" XGA à matrice active
- résolution supportées :
  - 1024 × 768 (résolution native)
  - 800 × 600
  - 640 × 480
- disque dur IDE de 4 ou 8 Go
- lecteur CD-ROM 24x (modèle 333 MHz) ou DVD-ROM 2x (modèle 400 MHz)
- modem 56 kb/s V90
- slots d'extension :
  - 2 connecteurs mémoire de type SDRAM PC100 SO-DIMM (3,3 V, unbuffered, 64 bit, 144 broches, 100 MHz, 10 ns)
  - 1 slot PC Card Type I ou Type II (supporte aussi les CardBus)
  - 1 baie d'extension pour un lecteur supplémentaire
- connectique :
  - 1 port SCSI HDI-30
  - 2 ports USB 12 Mb/s
  - port Ethernet 10/100BASE-T
  - port infrarouge (norme IrDA 4 Mb/s)
  - sortie son : stéréo 16 bit
  - entrée son : stéréo 16 bit
  - sortie vidéo VGA 24 bit
  - sortie S-Video
- microphone omnidirectionnel intégré
- haut-parleur stéréo
- batterie Lithium Ion 50 Wh lui assurant environ 5 heures d'autonomie (10 h avec deux batteries)
- dimensions : 4,3 × 26,4 × 32,3 cm
- poids : 2,7 kg
- consommation : 45 W
- systèmes supportés : Mac OS 8.6 à Mac OS X 10.3.9